# Третьяков-Ховрин, Иван Иванович
Иван Иванович Третьяков-Ховрин (ум. после 1549) — русский государственный деятель, печатник и казначей, единственный сын Ивана Владимировича Третьяка-Ховрина. Представитель дворянского рода Ховриных.

## Биография
В связи со спором между бывшим новгородским архиепископом Серапионом и Иосифом Волоцким известно послание от 1510 года сторонников последнего (и И. И. Третьяков среди них) к волоцкому игумену, где они советовали ему «бить челом бывшему архиепископу», и ответ самого Иосифа на это послание.
Третьяков-Ховрин получил должность печатника около 1520 года и на этом основании участвовал в заседаниях Боярской думы. В 1523 году прикладывал печать к духовной грамоте великого князя московского Василия III Ивановича.
В феврале 1527 года печатник выступал одним из поручителей по князю Михаилу Львовичу Глинскому-Дородному.
К 1538 году Третьяков-Ховрин стал великокняжеским казначеем и пробыл в этой должности до начала 1549 года. В 1547 году, когда царь и великий князь Иван Грозный «по крымским вестем» пошел с войском из столицы в Коломну, Третьяков-Ховрин был оставлен с казной и царской семьей в Москве.
Из завещания вдовы князя Ф. И. Стригина-Оболенского видно, что Третьяков-Ховрин давал деньги под проценты («росты»).
Перед смертью постригся в монахи в Кирилло-Белозерском монастыре под именем Ионы, оставив после себя единственного сына — Фому.